# Klemens Grossimlinghaus
Klemens Grossimlinghaus, né le 6 décembre 1941 à Krefeld et décédé le 27 juin 1991 était un coureur cycliste allemand, spécialiste de la piste, mais qui courut aussi sur route, et participa au Tour de France.

## Palmarès
- 1963
  -  Champion d'Allemagne amateurs de poursuite par équipes
  - 2e du Championnat du monde de poursuite par équipes amateurs
- 1965
  - Six jours de Montréal (avec Klaus Bugdahl)
- 1967
  -  Champion d'Allemagne de l'omnium
  - 3e du Championnat d'Allemagne sur route

## Résultats sur le Tour de France
- 1968 : hors délais (3e étape B)